# Malària
La malària (de l'italià mal aria -mal aire-) o paludisme (provinent del llatí palus -pantà-) és una protozoosi de caràcter febril produïda pel paràsit Plasmodium que es transmet per picada del mosquit Anopheles femella, que és el vector; els mascles no piquen, ja que s'alimenten de vegetals.
Les espècies reconegudes com a causants de la malaltia són: Plasmodium falciparum (és l'espècie més patògena i responsable dels casos mortals, provoca al voltant del 80 per cent dels casos i aproximadament el 90 per cent de les morts) i P. vivax. També poden causar malària P. ovale (més benigna, però pot provocar recaigudes als quatre o cinc anys després de la primera infecció), P. malariae (també més benigna, pot provocar recaigudes fins als vint anys posteriors), P. knowesli i P. semiovale.
Els símptomes són molt variats: cursa amb febre entre els vuit i trenta dies posteriors a la infecció i pot estar acompanyada, o no, de dolor (de cap o musculars), diarrea, decaïment i tos.
En regions on la malària és altament endèmica, les persones són tan sovint infectades que desenvolupen la «immunitat adquirida», és a dir que són portadors més o menys asimptomàtics del paràsit.
El risc de patir la malaltia es pot reduir evitant les picades de mosquits mitjançant l'ús de mosquiteres i repel·lents d'insectes o mitjançant mesures de control de mosquits com ara fumigació amb insecticides i drenatge d'aigua estancada. Hi ha diversos medicaments disponibles per prevenir la malària en viatgers a zones on la malaltia és freqüent. Es recomanen dosis puntuals de la combinació de medicaments sulfadoxina/pirimetamina en lactants i després del primer trimestre de l'embaràs en zones amb elevades taxes de malària. A partir del 2020, hi ha una vacuna contra la malària que s'ha demostrat que redueix el risc al voltant del 40 per cent en nens a l'Àfrica. L'any 2021 es va fer públic un estudi d'una altra vacuna que va demostrat l'eficàcia del 77 per cent, però es va difondre sense haver passat la revisió d'experts (peer review). Els esforços per desenvolupar vacunes més efectives continuen. El tractament recomanat per a la malària és una combinació de medicaments antipalúdics entre els quals hi ha l'artemisinina. El segon medicament pot ser mefloquina, lumefantrina o sulfadoxina/pirimetamina. La quinina, juntament amb la doxiciclina, es pot utilitzar si l'artemisinina no està disponible. Es recomana que, a les zones on la malaltia sigui freqüent, es confirmi la malària si és possible abans que comenci el tractament a causa de les preocupacions de l'augment de la resistència als medicaments. La resistència entre els paràsits s'ha desenvolupat a diversos medicaments antipalúdics; per exemple, la resistència de Plasmodium falciparum a la cloroquina s'ha estès a la majoria de les zones geogràfiques afectades de malària i la resistència a l'artemisinina s'ha convertit en un problema en algunes parts del sud-est asiàtic.
La malaltia està estesa a les regions tropicals i subtropicals que existeixen en una banda ampla al voltant de l'equador. Això inclou gran part de l'Àfrica subsahariana, Àsia i Amèrica Llatina. El 2019 hi va haver 229 milions de casos de malària a tot el món, cosa que va suposar uns 409.000 morts. Aproximadament el 94 per cent de casos i de morts es van produir a l'Àfrica subsahariana. La taxa de la malaltia va disminuir del 2010 al 2014, però va augmentar del 2015 al 2019. La malària s'associa habitualment a la pobresa i té un efecte negatiu significatiu en el desenvolupament econòmic. A 'Àfrica, s'estima que produirà pèrdues de 12.000 milions de dòlars EUA a l'any a causa de l'augment dels costos sanitaris, la pèrdua de la capacitat de treball i els efectes adversos sobre el turisme.
El Dia africà de la lluita contra el Paludisme se celebra el 25 d'abril, atès que és en aquest continent on la malaltia és més comuna.

## Història

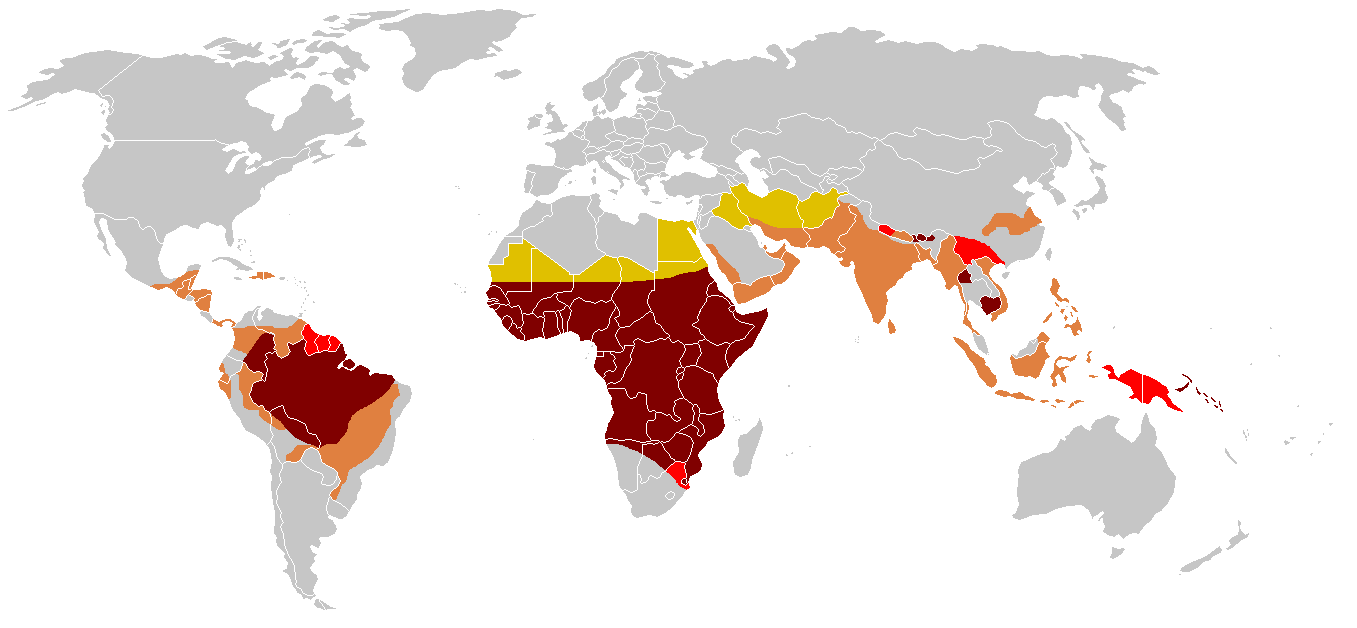
Risc estadístic de patir malària durant una estada de menys d'un mes.
♦ Risc alt
♦ Risc mitjà
♦ Risc baix
♦ Risc molt baix
♦ Sense risc

La malària ha infectat els humans de 50.000 anys ençà i pot ser que hagi estat un patogen humà durant la història sencera de la nostra espècie. S'han trobat espècies properes als paràsits humans de la malària en ximpanzés, parent dels humans. Es troben referències de les peculiars febres periòdiques de la malària al llarg de la història, començant des de 2700 aC a la Xina. El terme malària s'origina de l'italià de l'edat mitjana: "mala aria" -- "mal aire"; i se la va anomenar també paludisme, del llatí "palus" (pantà).
Els estudis científics sobre la malària van fer el seu primer pas d'importància el 1880, quan el metge militar francès Charles Louis Alphonse Laveran, treballant a l'Algèria, va observar paràsits dins dels glòbuls vermells de persones amb malària. Va proposar que la malària era causada per un protozou (era la primera vegada que s'identificava a un protozou com a causant d'una malaltia). Per això i per altres descobriments posteriors se li va concedir el Premi Nobel de Fisiologia o Medicina el 1907. El protozou en qüestió fou anomenat Plasmodium, pels científics italians Ettore Marchiafava i Angelo Celli. Un any després, Carlos Finlay, un metge cubà que tractava pacients amb febre groga a l'Havana, va suggerir que eren els mosquits els que transmetien la malaltia d'un humà a un altre.
Posteriorment, va ser el britànic Sir Ronald Ross, treballant a l'Índia, qui finalment va demostrar el 1898 que la malària és de fet transmesa per mosquits. El que ho provà fou mostrar que certes espècies del mosquit transmetien malària a ocells i aïllant els paràsits de les glàndules salivals de mosquits que s'alimentaven d'ocells infectats. Per la seva aportació en la investigació, Ross va rebre el Premi Nobel de Medicina el 1902. Després de renunciar al Servei Mèdic de l'Índia, Ross va treballar en la recent fundada Liverpool School of Tropical Medicine i va dirigir els seus esforços a controlar la malària a Egipte, Panamà, Grècia i Maurici. Els descobriments de Finlay i Ross foren confirmats més tard per un comitè mèdic dirigit per Walter Reed el 1900. Aquest treball públic va salvar la vida a milers de persones i va ajudar a desenvolupar els mètodes usats en campanyes de salut pública en contra de la malària.
El primer tractament eficaç per a la malària fou l'escorça de l'arbre Cinchona, el qual conté l'alcaloide quinina. Aquest arbre creix als turons dels Andes, en particular al Perú. El producte natural s'usava per habitants del Perú per controlar la malària, i els jesuïtes van introduir aquesta pràctica a Europa durant els anys 1640 on fou acceptada amb rapidesa. Tot i així, no fou fins al 1820 que l'ingredient actiu quinina es va extreure de l'escorça i va ser anomenada pels químics francesos Pierre Joseph Pelletier i Joseph Bienaimé Caventou.
A principis del segle xx, abans dels antibiòtics, els pacients amb sífilis eren intencionalment infectats amb malària per a crear-los una febre, seguint les investigacions de Julius Wagner-Jauregg. Al controlar la febre amb quinina, els efectes tant de la sífilis com de la malària podien ser minimitzats. Alguns dels pacients van morir per la malària, encara que això era preferit abans de la quasi segura mort per sífilis. El desenvolupament de la quinina, un tractament eficaç per a la malària va fer que grans extensions dels tròpics fossin més accessibles per als europeus i va facilitar la Cursa per l'Àfrica.
Malgrat que l'estadi sanguini i el cicle de vida de la malària en el mosquit es va establir el segle xix i a principis del segle xx, no fou fins al 1980 que es va observar la forma hepàtica del paràsit. El descobriment d'aquesta forma latent del paràsit finalment va explicar perquè donava la impressió que algunes persones es curaven de la malaltia per recaure anys més tard que el paràsit hagués desaparegut de la seva circulació sanguínia.

## Epidemiologia
La malària causa uns 20-90 milions de casos de febre alta i aproximadament 1,5 milions de morts anualment (dades 2008). Això representa una mort cada 30 segons en tot el món. La majoria de casos succeeixen en nens menors de 5 anys i en dones embarassades (aquests dos són els grups més vulnerables). Tot i els esforços de reduir la transmissió i d'incrementar el tractament, hi ha hagut molt poc canvi en àrees que es troben en risc de la malaltia des de 1992. De fet, si la permanència de la malària continua en el seu curs de permanent augment, la taxa de mortalitat pot duplicar-se en els següents vint anys. Les estadístiques precises són desconegudes perquè molts casos succeeixen en àrees rurals on les persones no tenen accés a hospitals o a recursos per a garantir la salut. Com a conseqüència, la majoria dels casos continuen indocumentats.
Tot i que la infecció de VIH via la malària ha incrementat la mortalitat, continua sent un problema menor que la combinació del VIH i la tuberculosi.

## Mecanisme de transmissió icicle biològic dePlasmodium

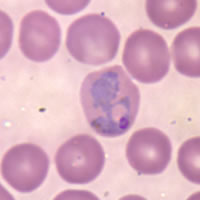
Glòbul roig infectat per P.vivax

1) Quan un mosquit femella del gènere Anopheles pica una persona o animal infectats, absorbeix, juntament amb la sang, els gametòcits, precursors dels gàmetes masculins i femenins del paràsit .
2) En l'intestí del mosquit, els gametòcits maduren i es transformen en gàmetes que es fusionen, donant lloc a l'ooquinet, zigot mòbil, que evolucionarà donant lloc als esporozoïts, forma infecciosa del paràsit.
3) Els esporozoïts migren cap a les glàndules salivals del mosquit.
4) Quan el mosquit pica una persona sana, injecta la seva saliva perquè és anticoagulant i l'ajuda a absorbir la sang de la víctima. Juntament amb la saliva del mosquit, els esporozoïts entren en el torrent sanguini de la persona.
5) Els esporozoïts migren al fetge.
6) Els esporozoïts penetren en les cèl·lules del fetge (hepatòcit) i es reprodueixen asexualment, produint una altra forma del paràsit: els merozoïts (6-15 dies).
7) Els merozoïts tornen al torrent sanguini on penetren en els glòbuls vermells, on donen lloc a unes formes inicials típicament anulars, els trofozoïts, que s'alimenten de l'eritròcit i van augmentant la seva mida per divisió del nucli i els orgànuls. L'organisme resultant, conegut en aquest estadi com meront o esquizont, pateix una citocinesi que donant lloc a múltiples merozoïts idèntics, que s'alliberen mitjançant la destrucció del glòbul vermell infectat. Els merozoïts alliberats infecten nous glòbuls vermells (2-3 dies).
8) Alguns merozoïts produeixen gametòcits masculins i femenins. Si un nou mosquit pica a aquesta persona, els absorbirà amb la sang i el cicle tornarà a començar.
En algunes espècies de Plasmodium, com P.vivax, els esporozoïts no donen lloc immediatament a merozoïts, sinó a hypnozoïts que romanen dorments durant mesos (típicament set a deu mesos) o fins i tot anys. Després d'aquest període de dormició, es reactiven i produeixen merozoïts. Això dona lloc a períodes d'incubació llargs i a recaigudes.
A part d'Anopheles, en alguns països llatinoamericans es troben altres vectors com Lutzomyia (manta blanca), també vector d'altres malalties produïdes per protozous.

## Motiu de les manifestacions clíniques
En els humans, les manifestacions clíniques de la malària es deuen a:
- La ruptura de glòbuls vermells, que alliberen merozoïts, que alliberen substàncies que estimulen l'hipotàlem, i ocasionen crisis febrils esporàdiques molt intenses cada dos o tres dies (al completar-se el cicle eritrocític o asexual de Plasmodium) seguides, al cap d'unes hores, d'una brusca tornada a una aparent normalitat. Aquest procés va deixant l'organisme exhaust i, en el cas dels nens petits, hi ha una gran probabilitat d'un desenllaç fatal en absència de tractament.

- El paràsit evadeix el sistema immunitari al mantenir-se intracel·lularment en els hepatòcits i eritròcits, tot i que molts eritròcits parasitaris són eliminats. Per tal d'evitar això, el paràsit produeix certes proteïnes que s'expressen a la superfície de l'eritròcit i causen la seva adherència a l'endoteli vascular, especialment al Plasmodium falciparum. Aquest és el factor principal de les complicacions hemorràgiques de la malària. Aquestes proteïnes són, a més, altament variables i, per tant, el sistema immunitari no pot reconèixer-ho de forma efectiva, ja que quan elabora un nombre d'anticossos suficient (al cap de dues setmanes o més) aquests anticossos seran inútils perquè l'antigen ha canviat.

Les dones en estat de gestació són especialment atractives pels mosquits i per la malària perquè en elles la resposta immunitària és especialment nefasta donada la sensibilitat del fetus a la infecció (el fetus no té un sistema immunitari desenvolupat).

## Símptomes
Després de la picada d'un mosquit infectat, hi ha un període d'incubació abans que apareguin els primers símptomes. En la majoria dels casos varia de 7 a 30 dies. Els períodes més curts corresponen a infeccions causades per l'espècie Plasmodium falciparum i els més llargs a les causades per Plasmodium malariae.
Els medicaments quimioprofilàctics antipalúdics que es prescriuen a alguns viatgers poden retardar l'aparició dels símptomes de malària setmanes i, fins i tot, mesos. Aquests retards entre exposició i desenvolupament dels símptomes poden causar l'error o el retard de diagnòstic. La malaltia pot provocar una àmplia varietat de símptomes -cansament, dolor ossi, vòmits, mal de cap, diarrea i altres- que gairebé sempre sobresurt per un període de febre alta precedit de calfreds intensos.
En els països on els casos de malària són infreqüents, aquests símptomes poden atribuir-se a altres malalties infeccioses comunes o quedar sense diagnosticar. La febre prolongada, l'anèmia amb dèficit de plaquetes i la icterícia (color groguenc a la pell i a les mucoses) obliguen a descartar el diagnòstic de malària fins a tenir evidència del contrari. La presència de símptomes neurològics, confusió mental, convulsions o problemes respiratoris són indicatius de malària greu (5% o més dels glòbuls vermells parasitats). Una llista d'aquests signes i símptomes d'alarma inclouria:
- Malària cerebral: conducta anormal, deliri, disminució o pèrdua de consciència, convulsions i anormalitats neurològiques;
- Anèmia greu per la destrucció dels glòbuls vermells;
- Hemoglobina a l'orina;
- Síndrome del destret respiratori agut: reacció inflamatòria als pulmons;
- Disminució de la capacitat de coagulació de la sang;
- Pressió arterial baixa.

La malària greu és una emergència mèdica i s'ha de tractar urgentment. En el cas d'infeccions causades per P. vivax i P. ovale, els pacients recuperats del primer episodi de malaltia poden patir uns quants atacs addicionals o recaigudes després de mesos o, fins i tot, anys sense símptomes, a causa de la presència de formes hepàtiques “adormides” del paràsit. La curació completa obliga a un tractament especial contra aquestes formes hepàtiques des del primer episodi.

## Diagnòstic
La base del diagnòstic de la malària ha estat l'examen microscòpic de la sang, mitjançant la utilització d'extensions sanguínies. Tot i que la sang és la mostra més freqüentment utilitzada per fer un diagnòstic, també la saliva i l'orina han estat utilitzades com a mostres alternatives menys invasives. Més recentment, han estat descobertes tècniques modernes que utilitzen proves d'antígens o reacció en cadena de la polimerasa, les quals no s'aplica àmpliament a les regions endèmiques de malària. Les àrees que no poden pagar les proves de laboratori de diagnòstic sovint utilitzen només una història de febre subjectiva com a indicació per al tractament de la malària.
Cal ser cautelós en diagnosticar o tractar sense la presència d'un mal de cap, ja que és possible que el pacient tingui dengue en lloc de malària.

## Tractament
La malària, sobretot la malària causada per Plasmodium falciparum, és una emergència mèdica que requereix hospitalització. La cloroquina és un antipalúdic històric que s'havia utilitzat amb freqüència. Actualment, la presència de casos resistents freqüents ha portat a la introducció i l'ús d'una àmplia bateria farmacològica (artemèter, atovaquona, quinina) que admet combinacions. L'elecció del medicament depèn de l'origen geogràfic del cas i del criteri mèdic. A banda dels fàrmacs, poden ser necessàries altres intervencions sanitàries de suport vital, incloent-hi líquids intravenosos, transfusions i mesures de suport hemodinàmic i respiratori. Amb el tractament se solen obtenir bons resultats en la majoria dels casos de malària, però davant de la infecció amb P. falciparum amb complicacions el pronòstic és greu.

## Prevenció

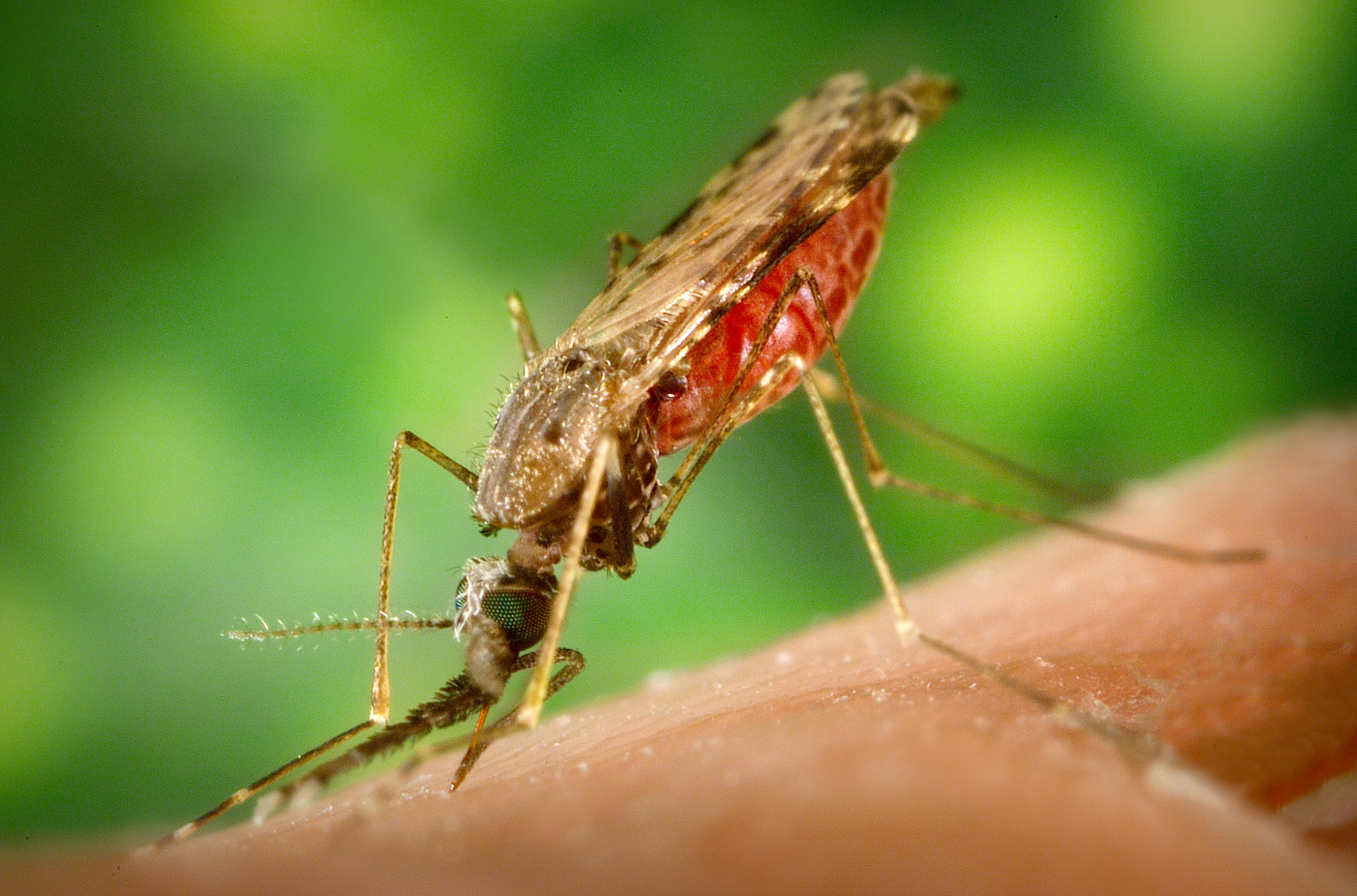
Mosquit Anopheles albimanus alimentant-se sobre un braç humà. Aquest mosquit és vector de la malària i el control dels mosquits és una manera molt eficaç de reduir la incidència de la malària.

Els mètodes utilitzats per evitar l'expansió de la malaltia, o per protegir els individus de les zones on la malària és endèmica, inclouen els medicaments profilàctics, l'erradicació dels mosquits i la prevenció de les picades de mosquits. L'existència continuada de la malària en una àrea requereix una combinació de gran densitat de població humana, gran densitat de població de mosquits, i unes taxes elevades de transmissió dels humans als mosquits i dels mosquits als humans. Si qualsevol d'aquests factors es redueix en una mesura suficient, el paràsit desapareixerà tard o d'hora d'aquella zona, com passà a Nord-amèrica, Europa i el Pròxim Orient. Tanmateix, a menys que el paràsit sigui eliminat del món sencer, podria restablir-s'hi si les condicions tornen a una combinació que afavoreixi la reproducció del paràsit. Molts països estan experimentant un nombre augmentat de casos de malària importats a causa del gran trànsit de viatgers i migrants (vegeu Anopheles).
Actualment no existeix cap vacuna que previngui la malària, però es tracta d'un camp actiu d'investigació.
Molts investigadors argumenten que la prevenció de la malària podria ser més eficaç en relació amb el cost que no pas el tractament de la malaltia, a llarg terme, però el cost capital necessari es troba fora de l'abast de la majoria de la gent més pobra del món. L'assessor econòmic Jeffrey Sachs estima que la malària es pot controlar per 3.000 milions de dòlars per any. S'ha argumentat que, per tal d'assolir els Objectius de Desenvolupament del Mil·lenni caldria redirigir finançament dels tractaments de VIH/SIDA cap a la prevenció de malària, en què la mateixa quantitat de diners oferiria un major benefici a les economies africanes.
La distribució del finançament varia d'un país a l'altre. Els països amb poblacions grans no reben la mateixa quantitat de suport. Els 34 països que reberen un suport anual per capita de menys d'1 dòlar incloïen alguns dels països més pobres d'Àfrica.
A diferència de molts altres països en desenvolupament, el Brasil, Eritrea, l'Índia i el Vietnam han aconseguit reduir els efectes de la malària. Els factors d'èxit comuns incloïen condicions conductores al país, un enfocament tècnic determinat que utilitza un paquet d'eines eficaces, una presa de decisions segons la informació, un lideratge actiu a tots els nivells del govern, una implicació de les comunitats, una implementació i un control del finançament descentralitzats, capacitats tècniques i de gestió hàbils al nivell nacional i subnacional, un suport intervencionista tècnic i en la programació per part de les agències associades, i un finançament suficient i flexible.

### Control dels vectors
Els esforços per erradicar la malària mitjançant l'eliminació dels mosquits han tingut èxit en algunes àrees. En el passat, la malària fou comuna als Estats Units i el sud d'Europa, però programes de control dels vectors, juntament amb el monitoratge i el tractament d'humans infectats, l'eliminaren d'aquestes regions. En algunes àrees, el drenatge dels camps de cria en zones humides i un millor sanejament foren adequats. La malària fou eliminada de les parts septentrionals dels Estats Units a principis del segle xx mitjançant aquests mètodes, i l'ús del pesticida DDT ja l'havien eliminat del sud el 1951. El 2002, es notificaren 1.059 casos de malària als EUA, incloent-hi vuit defuncions, però en només cinc d'aquests casos la malaltia havia estat adquirida als Estats Units.
Abans del DDT, la malària també fou erradicada o controlada amb èxit a diverses àrees tropicals mitjançant l'eliminació o l'enverinament dels camps de cria dels mosquits o els hàbitats aquàtics de les seves fases larvàries, per exemple, omplint o aplicant oli als indrets amb aigües estancades. Fa més d'un segle que aquests mètodes gairebé no s'han fet servir a Àfrica. A les dècades del 1950 i del 1960 hi hagué un important esforç sanitari públic per a erradicar la malària d'arreu del món, atacant selectivament els mosquits en àrees en què la malària estava molt estesa. Tanmateix, fins ara aquests esforços han fracassat en l'erradicació de la malària de moltes parts del món en vies de desenvolupament - el problema és especialment prevalent a Àfrica.

## Altres mètodes
La tècnica dels insectes estèrils s'està perfilant com un possible mètode de control dels mosquits: quan mascle estèrils són alliberats i s'aparellen amb femelles salvatges aquestes queden sense fecundar, reduint-se la mida de la població en la generació següent. L'ús d'insectes transgènics pot permetre reduir la duració de la vida de les mosquits femelles i, per tant, la probabilitat d'infecció, o també fer més resistents a la malària les poblacions salvatges de mosquits. La recerca a l'Imperial College de Londres va crear el primer mosquit transgènic per al paludisme, amb la primera espècie resistent a Plasmodium, segons va anunciar un equip de la Case Western Reserve University a Ohio, el 2002.
La formació en el reconeixement dels símptomes de la malària ha reduït el nombre de casos en algunes zones del món en desenvolupament fins a un 20%. Reconèixer la malaltia en les primeres etapes també pot evitar els casos de mortalitat. A través de programes formatius es pot també educar la població per a reduir les superfícies d'aigües estancades exposades, bé eliminant-les, cobrint-les, renovant l'aigua periódicament. Especialment indicat en les zones urbanes on hi ha grans concentracions humanes, la qual cosa fa més probable la transmissió. L'ús de 
El 22 de desembre de 2007, la publicació PLoS Patògens estudi va trobar que els cogombres de mar bloquegen la transmissió del paràsit de la malària, ja que produeixen la proteïna lecitina (que retarda el creixement dels paràsits).
Una altra via per aturar la malària en el tercer món que s'ha utilitzat extensament en el passat per combatre el vector de transmissió és la utilització d'insecticides, com les Piretrines o el DDT. El Conveni d'Estocolm va prohibir de forma general la utilització de DDT per a ús agrícola, però l'ús en petites quantitats amb finalitats de sanitat pública, com la impregnació de mosquiteres o de les parets de les cases on els mosquits reposen després d'haver picat, està permès en aquest conveni atenent a les propostes de diversos grups de científicsi és una pràctica recomanada per l'OMS per a zones on aquesta malaltia és endèmica, tot i que alguns grups ambientalistes, com la Pesticides Action Network no estan d'acord amb aquesta mesura.